# Provincia Orientale del Río de la Plata
 La provincia Orientale del Río de la Plata, o semplicemente provincia Orientale, fu un'unità di suddivisione amministrativa delle Province Unite del Río de la Plata, la cui creazione fu rivendicata da José Gervasio Artigas nel 1813 e ufficialmente sancita dal direttore supremo Gervasio Antonio de Posadas nel 1814. La provincia si estendeva sulla Banda Oriental, il territorio a est del fiume Uruguay, sulla sponda settentrionale del Río de la Plata.
Nel corso della sua esistenza, all'interno della provincia si andò consolidando il potere di Artigas, le cui istanze federaliste si scontrarono presto con le tendenze unitarie del governo di Buenos Aires. La situazione di conflitto finì per favorire le mire portoghesi, che, dopo la creazione del Regno Unito di Portogallo, Brasile e Algarve, intrapresero nel 1816 l'invasione del territorio provinciale per installarvi un proprio governo e creare la Provincia Cisplatina, annessa al regno portoghese e all'Impero del Brasile dopo l'indipendenza di quest'ultimo.
Nel 1825, un'insurrezione scoppiata nella Banda Oriental portò alla proclamazione dell'indipendenza dal Brasile e l'annessione alle Province Unite del Río de la Plata; la reazione imperiale provocò la guerra argentino-brasiliana, al termine della quale la provincia si costituì come stato indipendente con il nome di Repubblica Orientale dell'Uruguay.

## Storia
Durante il governo coloniale spagnolo il territorio della Banda Oriental, la regione sudamericana così chiamata perché ubicata a est del fiume Uruguay, era amministrativamente diviso tra il governatorato di Montevideo, che comprendeva la più importante città regionale e il suo circondario, l'intendenza di Buenos Aires e il governatorato o tenenza di Misiones. La zona fu contesa per secoli da spagnoli e portoghesi, che nel 1680 vi fondarono la città di Colonia del Sacramento allo scopo di fissare un punto fermo per le proprie rivendicazioni territoriali, che risalivano al trattato di Tordesillas del 1494; la piazza divenne un centro di contrabbando che danneggiò i commerci spagnoli. La presenza portoghese nella regione scatenò una serie di guerre e trattati tra i due imperi coloniali, fino a quando, nel 1775, il re Carlo III decise di eliminare il problema e fece allestire una spedizione, agli ordini di Pietro di Cevallos, che riuscì nel compito di appropriarsi della città. Il successivo trattato di San Ildefonso fissò per un breve periodo i confini tra Spagna e Portogallo in America.
Nal 1801, durante la guerra delle arance, il bandeirante portoghese José Borges do Canto occupò il territorio delle Misiones Orientales, situato a oriente dell'Uruguay, e la nuova situazione fu ratificata dal trattato di Badajoz. A seguito della rivoluzione di Maggio, inoltre, nel 1811 il principe reggente del Portogallo Giovanni di Braganza inviò un corpo di spedizione di 4000 uomini, comandati da Diego de Souza, in aiuto al viceré designato Francisco Javier de Elío, assediato a Montevideo; l'armistizio tra rivoluzionari e spagnoli e il successivo accordo Rademaker-Herrera, fortemente voluto dall'ambasciatore britannico lord Strangford, costrinsero l'esercito invasore a rientrare nei confini brasiliani.

### Artigas e la creazione della provincia Orientale
Mentre con le sue milizie partecipava all'assedio dell'esercito realista asserragliato a Montevideo, José Gervasio Artigas dettò le sue istruzioni ai delegati della Banda Oriental incaricati di partecipare all'Assemblea Costituente del 1813 delle Province Unite del Río de la Plata; tra queste vi era la richiesta della creazione di una “Provincia Orientale” che comprendesse i territori tra il fiume Uruguay e l'Atlantico. La nuova entità avrebbe dovuto mantenere tutti i poteri non espressamente delegati al governo centrale. Dopo una serie di vicende controverse, tra le quali figura la mancata accettazione da parte di Buenos Aires dei deputati inviati da Artigas, il 7 marzo 1814 un decreto del Direttore Supremo, Gervasio Antonio de Posadas, creava formalmente la provincia; contrariamente alle richieste del caudillo orientale, tuttavia, ad essa fu assegnato un governatore-intendente scelto da Buenos Aires.
La resistenza di Artigas al potere unitarista del Direttorio si estese presto alle province confinanti di Corrientes ed Entre Ríos, anch'esse appena create, e sfociò in un'aperta guerra civile. Le difficoltà incontrate nel controllo del territorio indussero presto i vertici di Buenos Aires a ritirare le proprie truppe nel febbraio del 1815. La provincia non partecipò al Congresso di Tucumán, nel quale si sarebbe dovuta dare una forma al nuovo stato.

### Occupazione luso-brasiliana del territorio
Nel 1816, la situazione generale in cui si trovavano le Province Unite del Río de la Plata favorì le mai sopite mire portoghesi. A Rio de Janeiro il principe reggente, diventato re dopo la morte della madre Maria, malata da tempo, decretò la nascita del Regno Unito di Portogallo, Brasile e Algarve; invadendo la Provincia Orientale, che si era di fatto resa indipendente dalle Province Unite, Giovanni VI approfittava delle guerre civili nel Río de la Plata per annettere un territorio da sempre rivendicato. Le truppe luso-brasiliane, al comando di Carlos Frederico Lecor, iniziarono la loro campagna nell'agosto del 1816, contando su una sostanziale neutralità, e a volte su un segreto appoggio, del governo di Buenos Aires.
Montevideo capitolò il 20 gennaio 1817, mentre nel resto del territorio la resistenza durò fino al 1820, quando Andrés Latorre fu sconfitto nella battaglia di Tacuarembó, e Artigas rinunciò a proseguire la guerra contro i portoghesi.
Lecor cominciò a riorganizzare le forme di governo esistenti subito dopo l'occupazione di Montevideo, assumendo per sé la carica di capitano generale e circondandosi di personalità orientali disposte a collaborare. Dopo un periodo di cautela, dovuto al timore dell'arrivo di una spedizione dalla Spagna che però abortì per il pronunciamento di Rafael del Riego, Lecor favorì la creazione di un'assemblea di notabili filo-brasiliani che il 19 luglio 1821 chiese l'annessione al Regno Unito di Portogallo, Brasile e Algarve; il 31 luglio, ottenuto l'assenso di Rio de Janeiro, il congresso sancì l'annessione e decretò l'adozione del nome di “Stato Cisplatino Orientale” per la nuova unità amministrativa. Con l'indipendenza del Brasile la provincia passò in seguito a far parte del nuovo impero.

### Reincorporo nelle Province Unite del Río de la Plata e guerra argentino-brasiliana
Sotto la dominazione brasiliana le diverse tendenze indipendentiste orientali si unirono per un comune obbiettivo; le istanze rivoluzionarie raggiunsero il Cabildo di Montevideo, che studiò un piano per ottenere l'intervento delle truppe delle Province Unite dopo un'insurrezione popolare anti-brasiliana. Il 19 aprile 1825, lo sbarco dei Trentatré Orientali di Juan Antonio Lavalleja sulla sponda sinistra del fiume Uruguay diede inizio ad una sollevazione che costrinse gli occupanti a chiudersi a Montevideo ed elesse un governo provvisorio, che si riunì nella città di Florida; tra le prime misure adottate, oltre alla nomina di Lavalleja e Rivera alla testa dell'esercito, ci fu quella di indire l'elezione di un'assemblea di rappresentanti della provincia. Il 25 agosto, il nuovo congresso decretò l'indipendenza dal Brasile e l'adesione alle Province Unite del Río de la Plata.
Le vittorie sul campo di Lavalleja e Rivera resero alla fine inevitabile il conflitto tra il Brasile e le Province Unite; la guerra argentino-brasiliana si risolse in una serie di sconfitte per l'esercito brasiliano. Con la mediazione dell'ambasciatore britannico lord Ponsonby si raggiunse infine un accordo per porre termine alla guerra, che portò ad una Convenzione preliminare di pace, firmata il 27 agosto 1828. Il trattato prevedeva l'indipendenza della Provincia Orientale dall'Impero del Brasile e dalle Province Unite del Río de la Plata; la nuova entità prese il nome di Repubblica Orientale dell'Uruguay.